# Great Eastern
Great Eastern je bil parnik, ki ga je zasnoval britanski inženir Isambard Kingdom Brunel, zgradilo pa ga je ladjedelnica J. Scott Russell & Co. v Millwallu. Ob času splovitve leta 1858 je bil daleč največja ladja. Lahko je lahko prevažal do 4000 potnikov in je lahko plula na liniji med Anglijo in Avstralijo brez ustavljanja za gorivo. Ladja je leta 1865 položila tudi 4000 kilometrov dolg tranasatlantski podvodni kabel za telegraf.